# Vývar (vodní dílo)

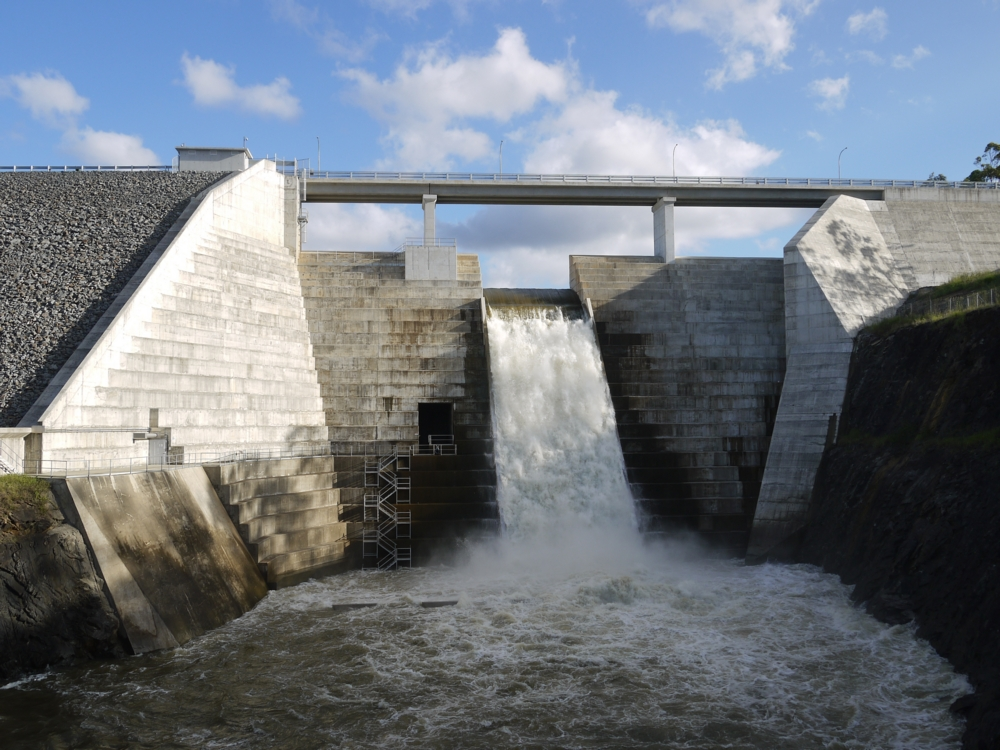
Přepad vody přes přeliv Hinze Dam a její vývar

Vývar, neodborně též někdy vývařiště, je jedním ze základních zařízení pro tlumení energie vody přepadající přes jez, přelivné objekty přehrad a pod., případně vytékajících ze základových výpustí přehrad či jejich odpadních štol, pomocí prohloubení dna pod objektem, které slouží k vytvoření a stabilizaci zpravidla vzdutého vodního skoku, někdy též skoku s povrchovým režimem. V podstatě se jedná o prohloubení dna, které může být doplněno dalšími prvky, které podporují disipaci energie ve vodním skoku (odrazníky, rozražeče). Protože voda odtékající z vývaru vykazuje ještě značnou turbulenci, bývá za koncem prahu vývaru ještě pás těžkého záhozu z lomového kamene, chránící dno těsně za vývarem před erozí. Nejčastěji se lze setkat s vývarem půdorysu pravoúhelníku, používají se však (zejména na výtocích z odpadních štol) i vývary divergentní. Vývar musí být stavebně proveden tak, aby vydržel vysoké rychlosti vody na vstupu a značné dynamické zatížení proudící vodou. Návrh vývaru větších a velkých vodních děl bývá zpravidla přezkoušen a optimalizován hydraulickým (též hydrotechnickým) výzkumem na fyzikálním modelu.

## Výpočet jednoduchého vývaru se vzdutým vodním skokem

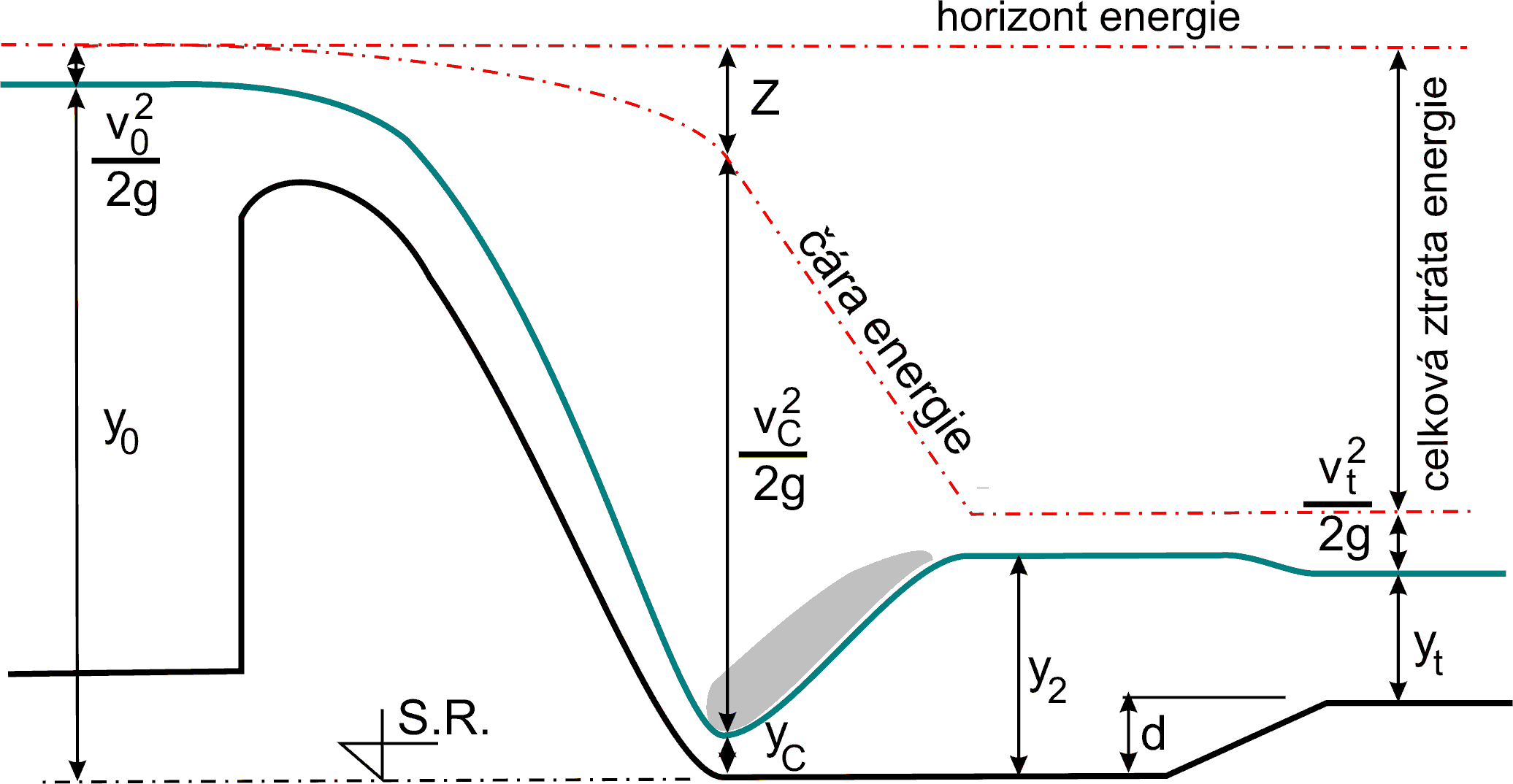
Výpočetní schéma pro návrh vývaru

Při přepadu vody přes jez nebo přelivný objekt přehrady je pro výpočet vývaru nutné určit obě vzájemné hloubky vodního skoku. Protože druhá vzájemná hloubka, která je rozhodující pro návrh hloubky vývaru, se může pro daný průtok lišit od hloubky v odpadním korytě, dané jeho konsumpční křivkou (a to jak směrem nahoru, tak dolů), a tento rozdíl se může měnit se změnou průtoku, je nutné určit také tzv. návrhový průtok. Pro povrchový vodní skok musíme vzhledem k rozsahu hesla odkázat na literaturu.

### Výpočet první vzájemné hloubky vodního skoku
První vzájemnou hloubku vodního skoku pod přelivem hráze nebo pod jezem určíme snadno z Bernoulliho rovnice pro profil nad přelivem (profil 0) a profil v patě přelivné plochy (profil C) – viz výpočetní schéma. Energetická výška {\displaystyle E_{0}} [m] je
{\displaystyle E_{0}=y_{0}+{{\alpha v_{0}^{2}} \over {2g}}}
kde {\displaystyle y_{0}} [m] je výška hladiny ve zdrži či nádrži nad srovnávací rovinou (zde za ni považujeme dno vývaru), {\displaystyle \alpha } [-] Coriolisovo číslo (při těchto výpočtech se obvykle uvažuje {\displaystyle \alpha =1}), {\displaystyle v_{0}} [ms−1] přítoková rychlost (rychlost před jezem nebo přelivem hráze) a {\displaystyle g} [ms−2] tíhové zrychlení. Energetická výška v patě přelivné plochy je
{\displaystyle E_{C}=y_{C}+{{\alpha v_{C}^{2}} \over {2g}}+Z}
kde ztráta energie mezi profily 0 a C je {\displaystyle Z} [m], {\displaystyle Z=\xi {{\alpha v_{C}^{2}} \over {2g}}}, kde {\displaystyle \xi } [-] je ztrátový součinitel.
Protože {\displaystyle E_{0}=E_{C}} , po dosazení {\displaystyle 1+\xi =1/\varphi ^{2}} kde {\displaystyle \varphi } [-] je rychlostní součinitel a {\displaystyle v_{C}=Q/S_{C}} kde {\displaystyle Q} [m3s−1] je průtok přes přeliv a {\displaystyle S_{C}} [m2] průtočná plocha v profilu C, a po úpravě dostáváme vztah
{\displaystyle E_{1}=y_{C}+{{Q^{2}} \over {2g\varphi ^{2}S_{C}^{2}}}}
z něhož již snadno určíme rychlost v patě přelivné plochy {\displaystyle y_{C}}. Protože {\displaystyle S_{C}=f(y_{C})}, je třeba rovnici řešit postupným přibližováním. Hodnota rychlostního součinitele závisí na výšce, tvaru a charakteru příslušné přelivné plochy a lze jej nalézt v literatuře. Hloubku {\displaystyle y_{C}} v dalších výpočtech uvažujeme jako první vzájemnou hloubku vodního skoku, {\displaystyle y_{1}=y_{C}}

### Určení druhé vzájemné hloubky vodního skoku
Druhou vzájemnou hloubku {\displaystyle y_{2}} určíme snadno z rovnice vodního skoku, např. ve tvaru
{\displaystyle y_{2}={y_{1} \over 2}({\sqrt {1+8Fr_{1}^{2}}}-1)}
kde {\displaystyle Fr_{1}}[-] je Froudeho číslo, v tomto případě v profilu C.

### Dimenzování vývaru

#### Hloubka vývaru
Pro daný průtok {\displaystyle Q} určíme z konsumpční křivky odpadního koryta příslušnou hloubku vody {\displaystyle t} [m] a porovnáme ji s druhou vzájemnou hloubkou {\displaystyle y_{2}} vypočtenou pro tento průtok. Mohou nastat tři případy (viz též heslo vodní skok):
{\displaystyle y_{2}<t}
{\displaystyle y_{2}=t}
{\displaystyle y_{2}>t}
V prvním případě – hloubka vody v odpadním korytě je větší než druhá vzájemná hloubka - evidentně vznikne vodní skok vzdutý nad patou přelivné plochy.
Druhý případ je velmi nepravděpodobný, vznikl by právě vodní skok přilehlý. Aby byla zabezpečena jeho transformace do vodního skoku vzdutého, bylo by třeba mírné prohloubení dna, obdobné následujícímu případu.
Pokud je druhá vzájemná hloubka větší než hloubka v odpadním korytě, vznikl by vodní skok oddálený. To znamená, že bystřinné proudění by pokračovalo odpadním korytem, ztrátami třením by se zvětšovala jeho hloubka a vodní skok by se vytvořil v místě, kde by hloubka bystřinného proudění dosáhla první vzájemné hloubky {\displaystyle y_{1}} příslušné druhé vzájemné hloubce {\displaystyle y_{2}=t}. Aby se vytvořil vodní skok vzdutý, je nutné snížit dno ve vývaru pod úroveň dna odpadního koryta, a to o hodnotu
{\displaystyle d=\sigma y_{2}-t}
kde {\displaystyle d} [m] je hloubka vývaru a {\displaystyle \sigma } [-] je tzv. míra vzdutí (zpravidla se uvažuje {\displaystyle \sigma =1,05-1,10}).

#### Délka vývaru
Délka vývaru {\displaystyle l_{v}} [m] zpravidla postačuje poněkud menší než je délka prostého vodního skoku {\displaystyle l}; podle Smetany postačuje
{\displaystyle l_{v}=(0,8-1,1)l}, podle Čábelky {\displaystyle l_{v}=(0,8-1,0)l}. Novák udává na základě experimentů vztah
{\displaystyle l_{v}=K(y_{2}-y_{1})} kde
{\displaystyle K=5,5} pro {\displaystyle 3<y_{2}/y_{1}<4}
{\displaystyle K=5,0} pro {\displaystyle 4\leq y_{2}/y_{1}<6}
{\displaystyle K=4,5} pro {\displaystyle 6\leq y_{2}/y_{1}<20}
{\displaystyle K=4,0} pro {\displaystyle y_{2}/y_{1}>20}.

### Určení návrhového průtoku
Protože největší hloubka vývaru nemusí nutně být pro největší průtok, je třeba při návrhu vývaru stanovit tzv. návrhový průtok. Postup je dosti jednoduchý – pro několik zvolených průtoků vypočteme potřebné hloubky vývaru a pokud možno je vyneseme do grafu v závislosti na průtoku. Získané body spojíme „od ruky“ plynulou křivkou, jejíž maximum nám určuje návrhový průtok. Pro tento návrhový průtok pak provedeme konečný návrh rozměrů vývaru.

## Příslušenství vývaru

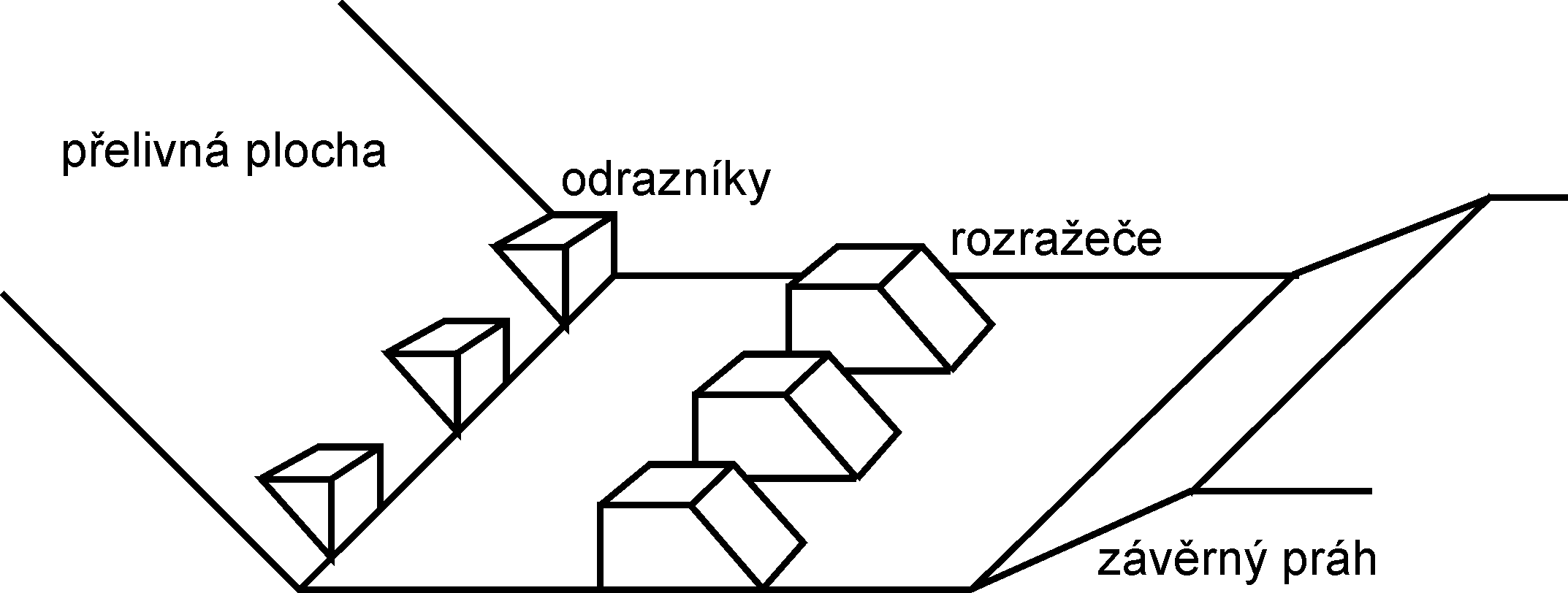
Příslušenství vývaru

Každý vývar je zakončen závěrným prahem a pro lepší tlumení energie a stabilizaci vodního skoku může být opatřen odrazníky a rozražeči v různém uspořádání. Pokud jsou použity odrazníky nebo rozražeče, a přitom není použit standardní typový vývar (viz např.), je nutné funkci tohoto příslušenství a jeho účinnost ověřit výzkumem na fyzikálním modelu, protože nevhodný návrh může funkci vývaru i výrazně zhoršit.

### Závěrný práh
Závěrný práh vývaru se kdysi navrhoval jako kolmý (viz a) na obr.), později jako stupňovitý (viz b) na obr.). Oba tyto typy nejsou podle pozdějších poznatků vhodné, protože v případě chodu splavenin může docházet k jejich ukládání v mrtvých prostorech před prahem nebo v jeho stupních, nebo i k erozi materiálu prahu obrusem splaveninami. Proto se zejména u jezů, kde může k pohybu splavenin docházet, běžně užívá závěrný práh ve sklonu 1:3 (viz c) na obr.), přes který mohou splaveniny bez problémů přecházet.

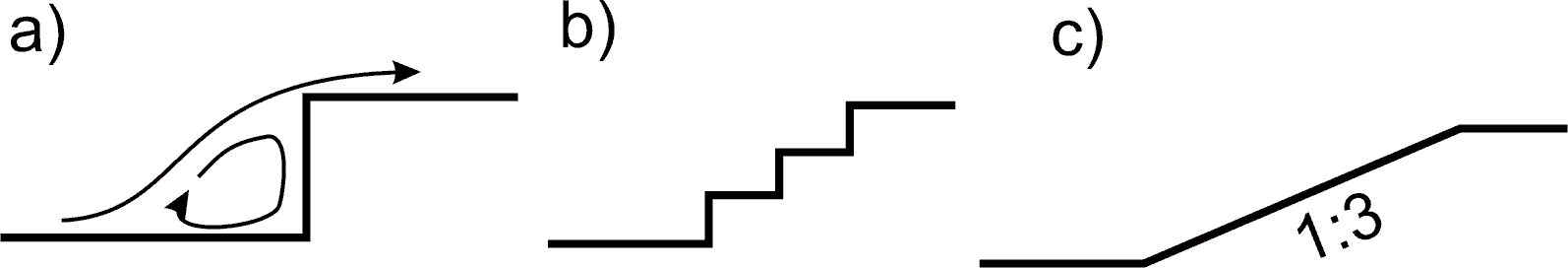
Závěrný práh vývaru

Závěrný práh může být případně opatřen rozražeči podle Rehbocka.
Za zvláštních okolností může být použit i tzv. vývar se zvýšeným prahem, kde dno odpadního koryta je níže než hřbet prahu. Toto uspořádání má výhodu menší hloubky vývaru (a tudíž menšího objemu zemních prací). Výpočet vývaru je však poněkud odlišný (je třeba odkázat na literaturu).

### Odrazníky a rozražeče

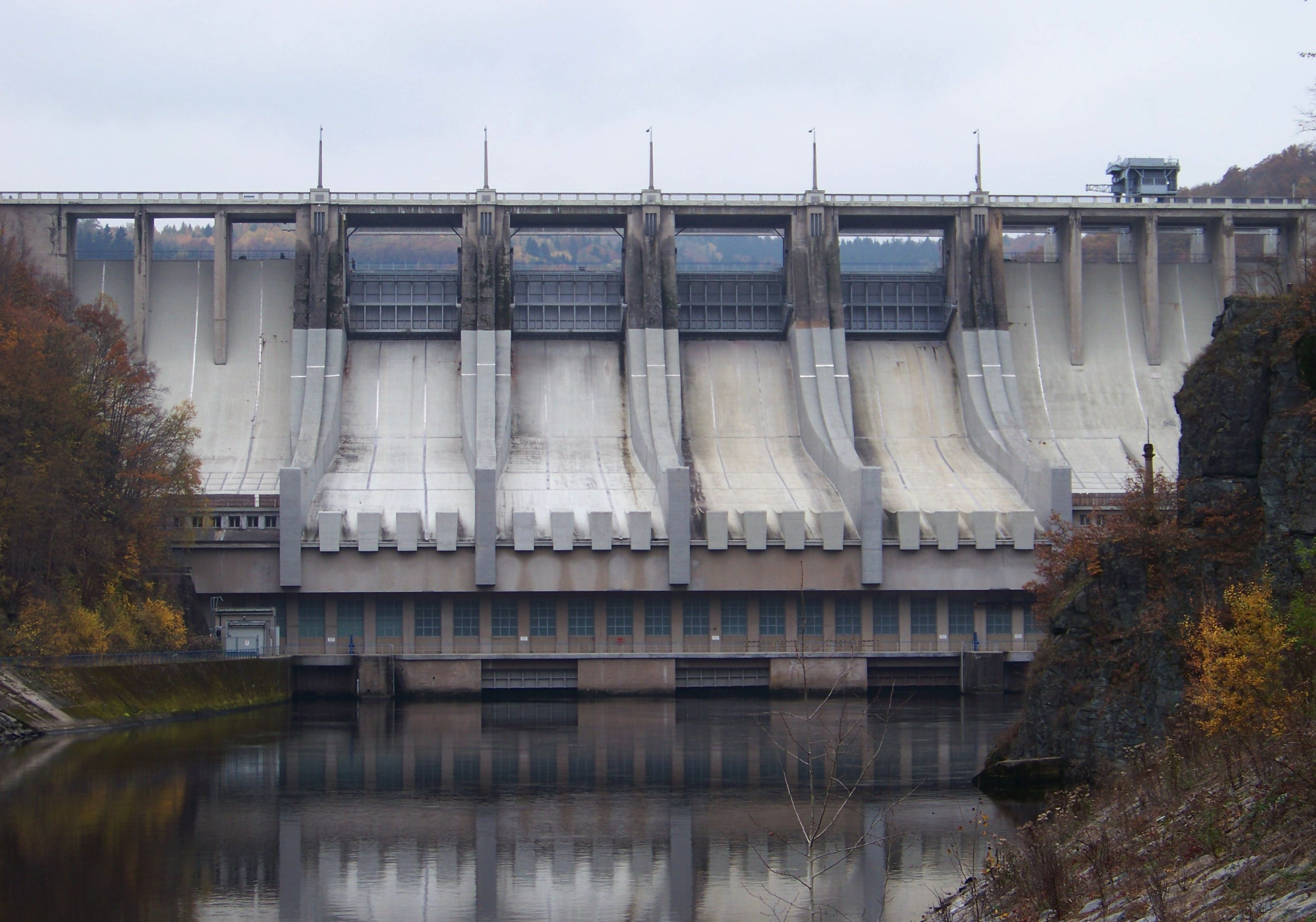
V.D. Slapy – přelivná plocha typu lyžařského můstku s odrazníky

Odrazníky bývají v běžných případech umístěny v patě přelivné plochy. Jejich účelem je rozdělit přepadající paprsek na větší průtočnou plochu. Některá vodní díla jsou opatřena přelivnou plochou ve tvaru lyžařského můstku (např. V.D. Slapy či Orlík), kde přepadající voda je vlastní setrvačností vrhána do vývaru ve větší vzdálenosti od paty hráze. Odrazníky v těchto případech opět přispívají k většímu rozdělení paprsku po ploše i k jeho lepšímu provzdušení, důsledkem čehož je zase lepší tlumení energie.
Rozražeče jsou v jedné nebo více řadách pravidelně rozmístěné bloky vhodného tvaru (vzhledem k vysokým rychlostem ve vývaru hrozí nebezpečí kavitace) a velikosti umístěné na dně vývaru. Je známo i jejich umístění na závěrném prahu, navržené Rehbockem.